# Свети Николай Каривски
„Свети Николай Каривски“ или Каридски (на гръцки: Αγίου Νικολάου Καρίβη, Καρύδη) е възрожденска православна църква в град Костур (Кастория), Егейска Македония, Гърция.

## Местоположение
Църквата е разположена в традиционната южна махала на града Долца. Традиционно принадлежи към старата Каридска енория.

## История
Храмът е построен в 1711/1712 година. Над над входа има надпис:
| „ | ΙCTOPHΘΗ Ο ΘΕΙΟC KAI ΠΑΝCEΠΤΟC NAOC TOY EN AΓΙΟΙC HMΩΝ ΝΙΚΟΛΑΟΥ ΑΡΧΙΕΠΙCKOΠΟΥ ΜΥΡΩΝ ΤΗC ΛΥΚΙΑC TOY ΘΑΥΜΑΤΟΥΡΓΟΥ ΕΠΙ ΤΗC APXIEPATIAC KYPIOY KYP KYP ΔΙΟΝΥCIOY KATA ΑΨΙΒ (1712) ΕΤΟC KOCMOCΩΤΗΡΙΟΝ CEPTEMBPIOY Δ΄. Изписа се божествения и всепочитан храм на Светия ни Николай архиепископ Мирски в Ликия Чудотворец при архиерейството на господин господин Дионисий в 1712 година от Спасителя на света, септември 4. | “ |

В 1924 година църквата е обявена за паметник на културата.
В началото на XXI век е свалена външната мазилка на храма, за да се вижда оригиналната зидария.

## Архитектура
В архитектурно отношение е каменна еднокорабна базилика с дървен покрив и нартекс.
Във вътрешността ѝ са запазени стенописи на източната и западната стена, както и оригиналният резбован дървен иконостас с пет царски икони - Свети Атанасий, Света Надежда, Христос Вседържител, Свети Йоан Предтеча и Свети Николай. Стенописите в притвора с в лошо състояние.
- Стенописи от 1711/1712 година
- Раят
- Сътворението на Адам
- Сътворението на Ева
- Първородният грях
- Осъзнаването на първородния грях
- Ангелът с огнен меч изгонва Адам и Ева от Рая
- Гостоприемство Аврамово
- Светата Литургия